# Max Bedacht

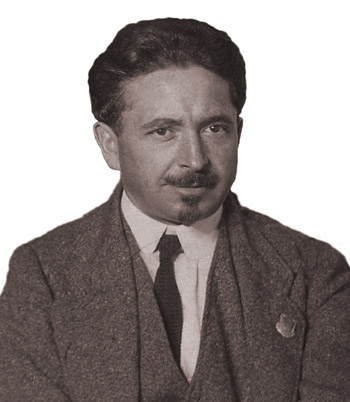
Max Bedacht im November 1922

Max Bedacht Sr (* 13. Oktober 1883 in München; † 4. Juli 1972) war ein US-amerikanischer kommunistischer Politiker und einer der Mitbegründer von Vorgängerorganisationen der Kommunistischen Partei der USA (CPUSA) als auch der CPUSA selbst.

## Leben
Der in Deutschland geborene Bedacht war Sohn einer alleinerziehenden Mutter und wirkte 1905 zum ersten Mal parteipolitisch, als er der Sozialdemokratischen Partei der Schweiz beitrat. Nach seiner Emigration in die USA 1908 trat er dort der Sozialistischen Partei Amerikas (SPA) bei. Von 1913 bis 1917 arbeitete Bedacht als Redakteur in San Francisco an der deutschsprachigen Zeitung Vorwärts mit, gleichzeitig beteiligte er sich auch an deutschsprachigen Publikationen in Detroit und South Dakota. Durch ein strengeres Gesetz zur Regulierung journalistischer Publikationen folgte die Einstellung des Vorwärts und Bedacht gab folgend die Zeitung The New Era heraus. Nach der alsbaldigen Einstellung dieser Zeitung arbeitete er in San Francisco als Friseur.
Nach der Spaltung der SPA 1919 wurde Bedacht Mitglied der Communist Labor Party of America (CLP) um Alfred Wagenknecht, mit dem ihn eine Briefkorrespondenz und eine ähnliche Biografie verband. 1921 vereinigte sich diese mit der 
der ebenfalls 1919 aus der SPA hervorgegangenen Communist Party of America (CPA) zur CPUSA. 
Ab 1939 wurde Bedacht schließlich Herausgeber der Fraternal outlook, einer monatlich erscheinenden Zeitung.
1948 wurde Bedacht aus der CPUSA ausgeschlossen, da man ihm vorwarf gegen die Parteiführung um William Z. Foster und Eugene Dennis zu opponieren. Bedacht betonte jedoch auch danach noch, nach wie vor keine Änderungen seiner politischen Ansichten vorgenommen zu haben und wurde wenige Jahre vor seinem Tod wieder Mitglied der CPUSA.

## Publikationen
- Eynikayt fun der fraternaler arbeter bavegung, 1936, New York.
- Farn gezunt fun folk, 1940, New York.
- An Appeal of the German communists : Destroy Hitler! Free Germany!, 1942, New York : Workers Library Publishers. (Gemeinsam mit Alfred Wagenknecht das Vorwort)